# Echemographis
Echemographis distincta es una especie de araña araneomorfa de la familia Gnaphosidae. Es la única especie del género monotípico Echemographis.  

## Distribución
Es originaria de Venezuela.